# Atomosia ciguaya
Atomosia ciguaya är en tvåvingeart som beskrevs av Scarbrough och Perez-gelabert 2006. Atomosia ciguaya ingår i släktet Atomosia och familjen rovflugor. Inga underarter finns listade i Catalogue of Life.